# Сьодзабуро Ватанабе

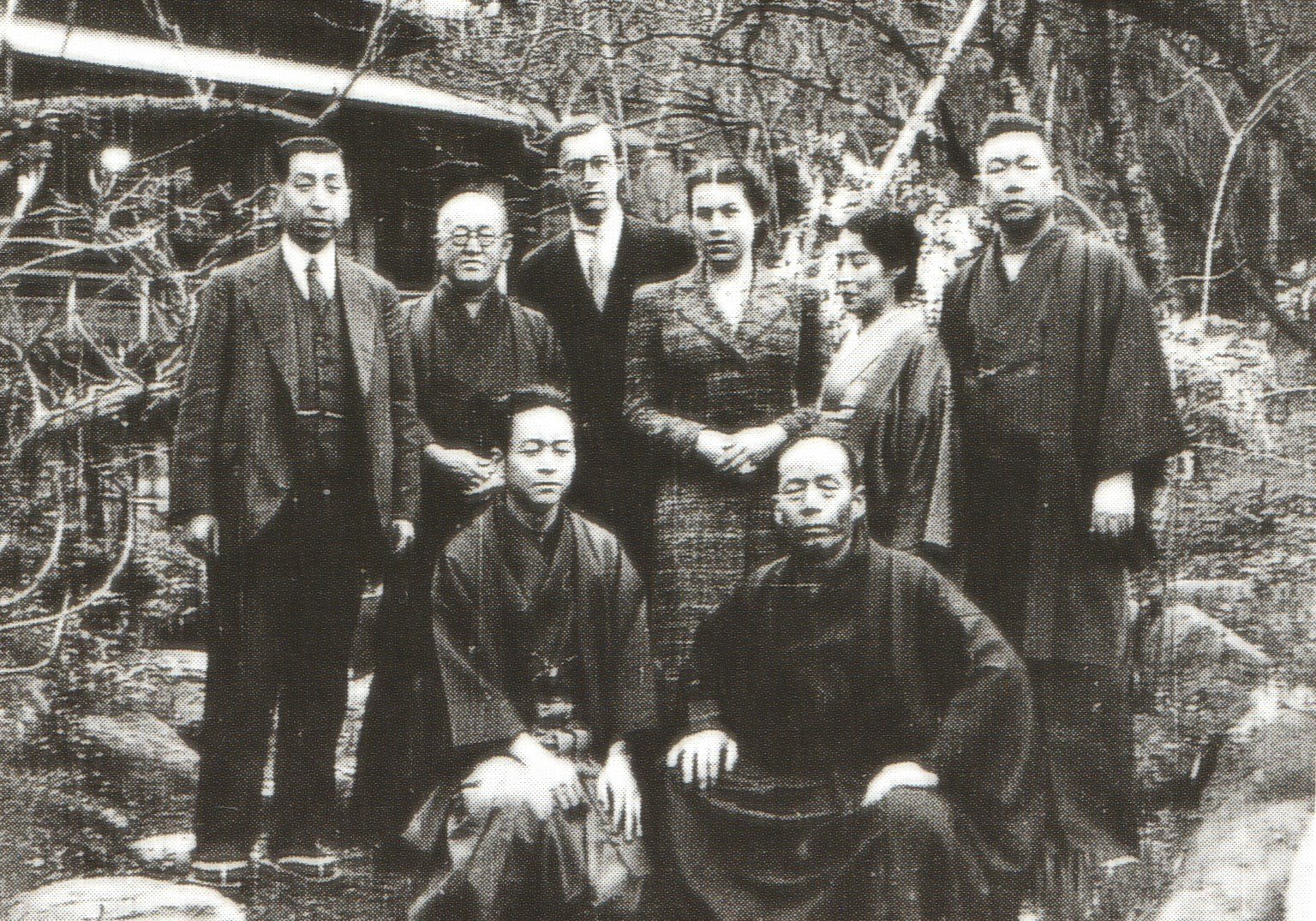
1941

Сьодзабуро Ватанабе (2 червня 1885 - 14 лютого 1962) - японський художник, видавець гравюр, організатор гравірувальної справи, основний творець і натхненник художньої школи Син-ханга.

## Життєпис
Розпочав свою кар'єру співробітником комерційних компаній, які займалися експортом японських товарів у західні країни. Це дозволило йому як накопичити грошей, а й краще дізнатися смаки західних споживачів.
Заробивши стартовий капітал, звільнився та заснував власну компанію. Його бажанням було відродити традиційне японське ремесло створення гравюр. Він найняв висококваліфікованих різьбярів по дереву та друкарів, залучив до справи цілу низку талановитих художників. Бажав, щоб гравюри виконувалися в японському стилі, але при цьому містили деякі західні риси (такі як перспектива і тіні) і відповідали уявленням про Японію, що склалося у західних покупців.
У 1915 ввів в обіг термін син-ханга, який з тих пір почав позначати новий художній напрям.
Бізнес Ватанабе йшов успішно. Правда, гравюри школи син-ханга зовсім не користувалися популярністю в самій Японії, де освічені кола були захоплені світом західного мистецтва, що відкрився ним нещодавно (у роки реставрації Мейдзі), а багато провідних художників намагалися писати полотна в європейському стилі. Зате гравюри чудово продавалися за кордоном, особливо в США, зігравши важливу роль у формуванні Японії та японського мистецтва як у цій, так і в інших зарубіжних країнах.
Абсолютна більшість художників, з якими співпрацював Ватанабе, були японцями, і багато з них завдяки цій співпраці набули популярності (список художників можна подивитися на сторінці « син-ханга»). Однак Ватанабе друкував також гравюри Чарльза Бартлетта, британця, який проживав на Гаваях, який бував у Японії і, полюбивши цю незвичну для європейця країну, створював гравюри на японську тематику.
Під час Великого землетрусу Канто в 1923 втрачено більшість як готових до продажу гравюр, так і оригінальних друкованих блоків (останнє було особливо чутливе). Однак, у наступні роки бізнес відновлено, а друковані блоки були вирізані знову, причому нові варіанти нерідко включали зміни та доповнення щодо попередніх.
Ватанабе і сам був художником, який самостійно розробив щонайменше дві гравюри (проте його реальний внесок у художній бік питання міг бути і вищим).
Після закінчення Другої світової війни гравюри школи син-ханга класичного періоду в самій Японії поступово починають все більше сприйматися не як експортне, «лубочне» мистецтво, але як важлива частина культурної спадщини країни. На сьогоднішній день живопис японських художників-вестернізаторів, сучасників Ватанабе, за рідкісним винятком, так і не отримав широкого міжнародного визнання, тоді як гравюри син-ханга продовжують користуватися широкою популярністю та затребуваністю, символізуючи культурну самобутність Японії (при цьому вплив західних мальовничих технік на гравюри сьогоднішнім глядачем, як правило, не прочитується).

## Галерея

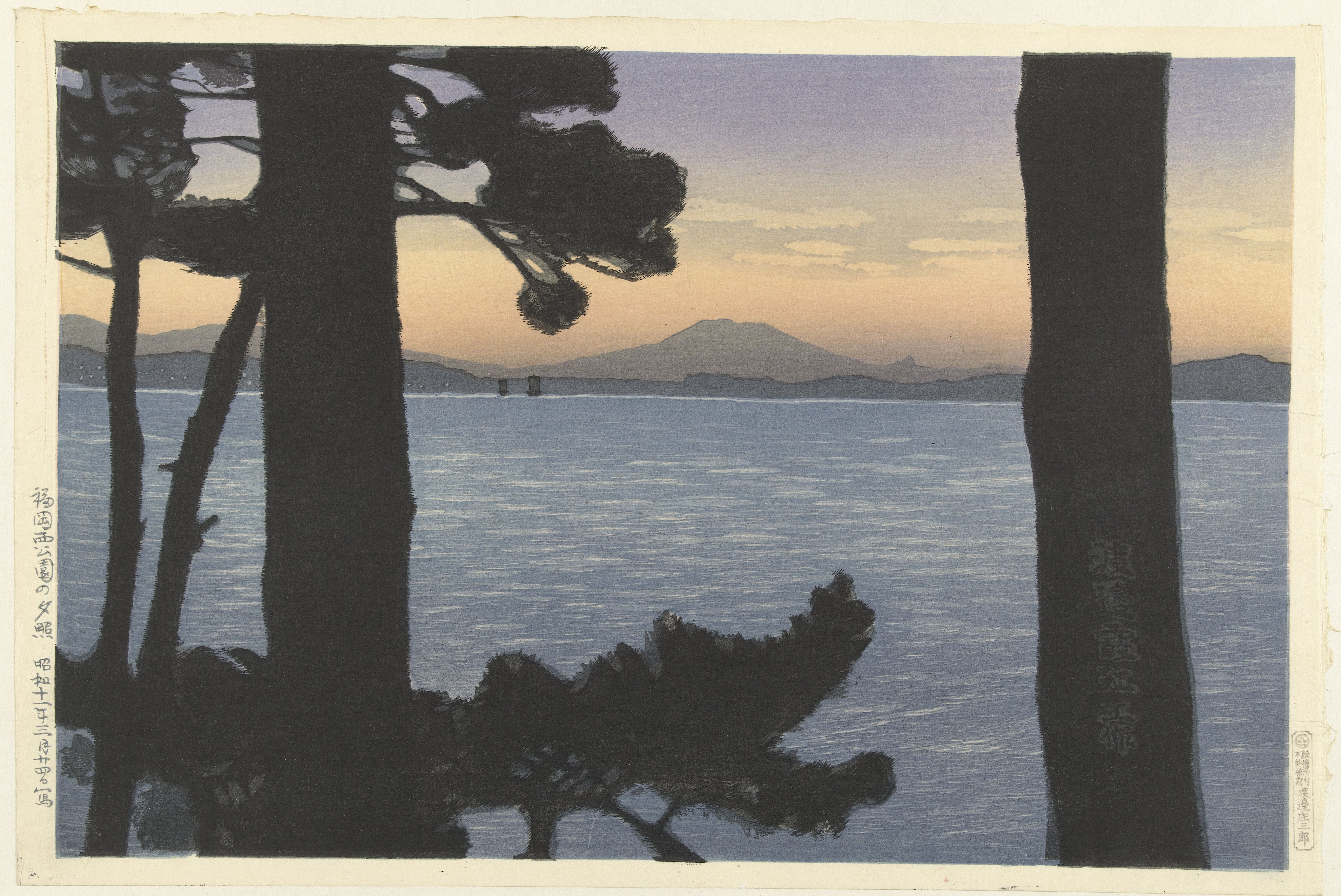
Захід сонця у західному парку, Фукуока, 1936
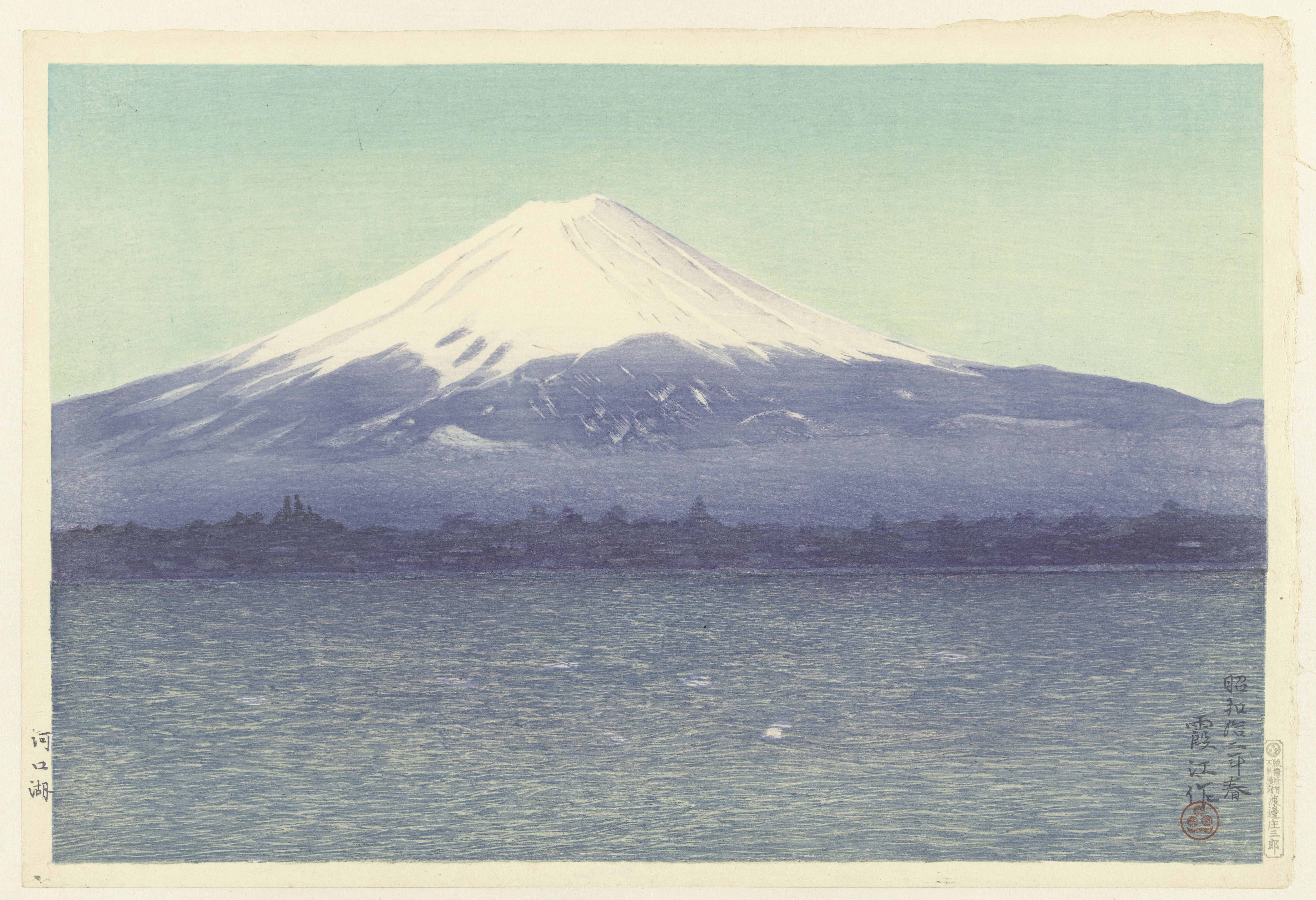
Озеро Кавагуті, 1937